# 343-mm-Eisenbahngeschütz
Das 343-mm-Eisenbahngeschütz auch BL 13.5-inch Mk V railway gun  war ein britisches Eisenbahngeschütz, das auf dem Marinegeschütz BL 13.5-inch Mk V naval gun basierte.

## Geschichte
Während des Ersten Weltkrieges wurden von den Briten zwei 356-mm-Eisenbahngeschütze gebaut und in Frankreich eingesetzt (Boche-Buster und Scene Shifter). Nach dem Kriegsende wurden die Rohre verschrottet, die Lafetten jedoch eingelagert. Mit dem Beginn des Zweiten Weltkrieges übergab die britische Admiralität drei 343-mm-Kanonenrohre an die Armee. Diese hatten in etwa die Abmessungen der alten verschrotteten Rohre. Die Armee entschloss sich, die Rohre in die eingelagerten Lafetten einzusetzen. Die vierte Lafette (Boche-Buster) führte eine 457-mm-Haubitze. Die vier Geschütze bekamen die Namen „Sceneshifter“, „Piece Maker“ [sic], „Gladiator“ und „Boche-Buster“. Während die drei erstgenannten Geschütze sich häufig Duelle mit deutschen Batterien auf der anderen Seite des Kanals lieferten, wurde das vierte Geschütz nur in der Nähe von Dover zur Küstenverteidigung eingesetzt.

## Technik
Die Lafette wurde von zwei Trägern mit insgesamt 15 Achsen getragen. Dabei hatte der vordere Trägerwagen acht, der hintere sieben Achsen. Der Höhenrichtbereich lag bei +0° bis +40°. Nach der Seite konnte, wie bei vielen Eisenbahngeschützen üblich, nur bedingt bis maximal 4° gerichtet werden. Zum Seitenrichten wurde üblicherweise das gesamte Geschütz auf einer Gleisanlage bewegt.

## Technische Daten
- Kaliber: 343 mm
- Rohrlänge: 15,90 m
- Gesamtlänge: 26,62 m
- Gefechtsgewicht: 243.892 kg
- Munitionstyp/Geschossgewicht: hochexplosiv/567 kg
- Mündungsgeschwindigkeit: 777 m/s
- Höchstschussweite: 36.575 m